# Polikultura (festiwal)
Polikultura – Festiwal Kultury i Mediów organizowany przez studentów pierwszego roku kierunku zarządzania kulturą i mediami na Uniwersytecie Jagiellońskim wraz z pomocą pracowników i doktorantów Instytutu Kultury UJ. Pomysłodawcą całego przedsięwzięcia jest dr hab. Łukasz Gaweł, ówczesny dyrektor Instytutu Kultury UJ. Najważniejszym założeniem Polikultury jest kształcenie przyszłych menedżerów i menedżerki kultury poprzez umożliwienie im organizacji dużego wydarzenia kulturowego. Główne cele festiwalu to pozytywny wpływ na świat, promowanie kultury oraz stworzenie środowiska sprzyjającego jej poznawaniu. Początkowo wydarzenie nosiło nazwę Festiwalu Kultury i Mediów, z czasem jednak zyskało nową nazwę, pod którą funkcjonuje do dziś. Nazwa Polikultura może być rozumiana na dwa sposoby – jako nawiązanie do pierwotnego znaczenia wyrazu polikultura, które odzwierciedla różnorodność wszystkich projektów kulturalnych, jakie są realizowane w ramach festiwalu. Może być też rozumiane jako połączenie przedrostka poli- z wyrazem kultura. W tym przypadku, przedrostek poli- nawiązywać ma do politechniki, a jak wynika z założenia festiwalu – ma on kształcić, poniekąd technicznie, menedżerów i menedżerki kultury. Wyraz kultura natomiast, może być rozumiany wielorako – jako zbiór norm, wartości, zachowań oraz sektor kultury. Polikultura odbywa się regularnie co roku od 2013. Od powstania festiwalu odbyło się 12 edycji, a na maj 2025 zaplanowana jest kolejna, trzynasta już odsłona wydarzenia.

## Edycje[1][3]
- Edycja I „Pokoloruj Zabłocie” – jako główny cel pierwszej edycji, festiwal postawił sobie ukazanie w jaki sposób kultura i media się przenikają. Głównymi wydarzeniami były między innymi feministyczny performance Okrągły Stół Artystek i finałowy koncert, na którym gościem specjalnym był zespół Akute. Pierwsza edycja festiwalu miała miejsce w maju 2013[1].
- Edycja II „Zabłocie: punkt zwrotny”  – druga edycja festiwalu, odbywająca się w maju 2014. Miała szczególne znaczenie, gdyż stanowiła oficjalny punkt programu obchodów 600-lecia Uniwersytetu Jagiellońskiego. Patronami honorowymi byli Prezydent Miasta Krakowa Jacek Majchrowski oraz Jego Magnificencja Rektor UJ prof. dr hab. med. Wojciech Nowak. Głównymi wydarzeniami były gra miejska „Projekt Z”, wieczór filmowy „Krajobraz postindustrialny w kinie” w Klubie Fabryka, wernisaż „Pociąg do Zabłocia” w Studiu Zabłocie i koncert muzyki filmowej Cellostrada Quintet w BALu[1].
- Edycja III „Zabłocie? Komu? Po co?” – patronem honorowym tej edycji stał się ówczesny prezydent RP Bronisław Komorowski. W czasie 3. edycji wydarzenia, uczestnicy mogli między innymi wziąć udział w wystawie, dyskusji oraz koncercie „Kultury Euromajdanu”, koncercie i wystawie „Zabłocie Inside Out” oraz w wydarzeniu medialnym #GetSocial, gdzie odbyły się przede wszystkim warsztaty z personal brandingu. Powyższe wydarzenia odbywały się w czasie od 22 do 31 maja 2015[4].
- Edycja IV „Lubię, kiedy nocą…” – czwarta edycja wydarzenia cieszyła się patronatem honorowym Jacka Krupy, czyli Marszałka Województwa Małopolskiego. W czasie festiwalu odbyły się między innymi performance „Golem: Solar System”. Poza tym, zorganizowane zostały debata „Wiedz, że coś się dzieje”, slam poetycki Fight with Words/Poetry Fight Club, którego gościem honorowym był Jaś Kapela oraz noc refleksji nad katastrofą nuklearną w Czarnobylu po 30 latach od jej wystąpienia – „Czarnobyl - strefa strachu”. Festiwal odbywał się w dniach 18 do 22 maja 2016[5].
- Edycja V „O dążeniach niepokornych” – w ramach 5. edycji festiwalu, który odbywał się od 17 do 21 maja 2017, zorganizowano wystawę memów „Memession”, a w bibliotece MOCAK Muzeum Sztuki Współczesnej w Krakowie umieszczona została instalacja „Zwarcie” autorstwa Zofii Dziurawiec i Zuzanny Opozdy. Uczestnicy festiwalu mieli okazję również do uczestniczenia w pokazie cyrkowym Teatru Los Fuegos, gdzie między innymi można było oglądać taniec z ogniem. Festiwal starał się o uzyskanie patronatu honorowego papieża Franciszka, jednak nie został on udzielony.
- Edycja VI „Nie-do-powiedzenia” – ta edycja Polikultury była nastawiona głównie na poezję. W program festiwalowy wchodziły takie wydarzenia jak wieczór poetycki w Collegium Maius, slam poetycki w Teatrze Nowym Proxima, koncert zespołu Słowiany oraz Edyty Góreckiej w Klubie Studenckim Żaczek. Wszystkie wydarzenia odbyły się 24, 26-17 maja 2018 roku[6].
- Edycja VII „Po drugiej stronie lustra” – w ramach 7. edycji festiwalu została zorganizowana instalacja artystyczna w Hotelu „Cracovia”, gdzie zaadaptowano 4 pokoje odzwierciedlające przywary współczesnych ludzi: „FIT – człowiek z Instagrama”, „Potrzeba bezpieczeństwa”, „Dekadent współczesny/postPRL” oraz pokój refleksji. Dodatkowo studenci Uniwersytetu Jagiellońskiego przygotowali spektakl “Diamentowy śnieg” przedstawiający intrygującą historię alternatywnej Królewny Śnieżki w stylu noir, który odbył się w Teatrze Cabaret. Wszystkie wydarzenia z siódmej edycji zostały rozplanowane na cały rok[7].
- Edycja VIII „Co teraz” –  pandemia COVID-19 nie pozwoliła studentom na pełnowymiarową organizację festiwalu. Jednak, zdołali oni przygotować wystawę pod tytułem „antropocen”, odbywającą się 10 czerwca 2020 roku. Wydarzenie miało miejsce w przestrzeni wirtualnej. Zorganizowana została także akcja pt. „Randka w ciemno”, polegająca na tym, że uczestnicy mogli zakupić „książki-niespodzianki”, których okładki były zakryte. Jednym z wydarzeń była również wystawa pod tytułem "Run Rabbit Run", która była dostępna w sieci[8].
- Edycja IX „Więzi” – 9. edycja Polikultury odbyła się 21 i 22 maja 2021 roku. Ze względu na panujące obostrzenia pandemiczne, festiwal w całości został zrealizowany online. W ramach wydarzenia został stworzony podcast „Policast” dostępny na różnych serwisach streamingowych. Ponadto, studenci byli w stanie zorganizować dwa koncerty: „POLIczymy się” oraz „Więzi z Linii Nocnej”.  Studenci zorganizowali także wystawę „Oczy mrużą się od słońca".
- Edycja X „Relacje” – wydarzenie zostało zaplanowane na 19-21 maja 2022. Festiwal rozpoczął się oficjalną inauguracją na Wydziale Zarządzania i Komunikacji Społecznej Uniwersytetu Jagiellońskiego. 19 maja odbył się kiermasz książki, wystawa plakatów festiwalowych z poprzednich lat, wystawa prac wybranych studentów Akademii Sztuk Pięknych im. Jana Matejki w Krakowie oraz spacer edukacyjny po Kazimierzu. Drugiego dnia miały miejsce warsztaty dotyczące edycji Wikipedii, organizowane we współpracy z Muzeum HERstorii Sztuki w Krakowie. W ostatecznym dniu festiwalu odbył się spacer edukacyjny: Filmowy Kraków oraz Afterparty w krakowskim klubie[9].
- Edycja XI ,,ENERGY FLOW” – wydarzenie zostało zrealizowane 25-26 maja 2023 roku. Festiwal został otwarty na Wydziale Zarządzania i Komunikacji Społecznej Uniwersytetu Jagiellońskiego. 25 maja odbył się pokaz taneczny, odsłonięcie muralu grupy „Moisac”, wernisaż wystawy, na której prezentowane były prace studentów Akademii Sztuk Pięknych im. Jana Matejki w Krakowie, koncert Piotra Jaszczura Śnieguły oraz DJ set grany przez Julię Szemplińską. Drugiego dnia uczestnicy mogli wziąć udział w warsztatach malowania toreb oraz wysłuchać koncertu gongów w wykonaniu Moniki Chmiel.
- Edycja XII „ARTFIRMATION” - kolejna edycja festiwalu odbyła się w dniach 23-25 maja 2024 roku. Przesłaniem hasła było było afirmowanie własnej indywidualności oraz samopoznanie poprzez doświadczanie sztuki w różnych wymiarach. Wydarzeniem otwierającym festiwal był koncert fortepianowy muzyki popularnej i filmowej na Wydziale Chemii Uniwersytetu Jagiellońskiego zagrany przez Katarzynę Gabryś, studentkę Akademii Muzycznej im. Krzysztofa Pendereckiego w Krakowie. Drugiego dnia, na terenie Wydziału Zarządzania i Komunikacji Społecznej UJ, studenci i pracownicy stworzyli mural pod okiem artystek-studentek z Akademii Sztuk Pięknych w Krakowie Oliwii Kałwy i Julii Fiutowskiej. W tym samym czasie odbywał się również swap-painting, czyli wspólne malowanie obrazów, podczas którego uczestnicy wymieniali się płótnami w określonych odstępach czasu. Drugi dzień festiwalu zwieńczył slam poetycki w HEVRE. Ostatniego dnia, w studiu tańca OFFicyna zorganizowane zostały warsztaty arteterapeutyczne – muzykoterapia oraz psychodrama. Całość festiwalu zamknął wieczorny seans filmu „Grand Budapest Hotel” w reżyserii Wesa Andersona, zorganizowany na terenie WZiKS.